# Ande la marimorena
La Marimorena o Ande, ande, ande, la marimorena es uno de los villancicos navideños más populares. 
El origen no está del todo claro, pero se especula con una primera versión nacida en el 1702. Una ceremonia de corte religioso en el convento de San Francisco (Madrid) fue entorpecida por zambombas y tambores, vítores y panderetas provenientes de la taberna Cava Baja. Se supone que entre el grupo de alborotadores se encontraba María Morena. Aunque hay quien dice que la marimorena de la canción hace referencia a la Virgen María (Moreneta o Virgen Morena). Sea como sea, la expresión "armar la marimorena" sí parece haber surgido de ese acontecimiento.

## Letra
Ande, ande, ande La Marimorena
Ande, ande, ande que es la Nochebuena.
En el portal de Belén hay estrellas, sol y luna
la Virgen y San José, y el Niño que está en la cuna.
Ande, ande, ande La Marimorena
Ande, ande, ande que es la Nochebuena.
Y si quieres comprar pan más blanco que la azucena
en el portal de Belén la Virgen es panadera.
Ande, ande, ande La Marimorena
Ande, ande, ande que es la Nochebuena.
Un pastor comiendo sopas en el aire divisó
un ángel que le decía ha nacido el Redentor.
Ande, ande, ande La Marimorena
Ande, ande, ande que es la Nochebuena.
De Oriente salen tres Reyes para adorar al Dios Niño
una estrella les guiaba para seguir el camino.
Ande, ande, ande La Marimorena
Ande, ande, ande que es la Nochebuena.
A esta puerta hemos llegado
cuatrocientos en cuadrilla
si quieres que nos sentemos
saca cuatrocientas sillas.
Ande, ande, ande La Marimorena
Ande, ande, ande que es la Nochebuena.
Saca una para mi
y otra "pa" mi compañero
y los que vengan detrás
que se sienten en el suelo.
Ande, ande, ande La Marimorena
Ande, ande, ande que es la Nochebuena.
En el portal de Belén
han entrado los ratones
y al bueno de San José
le han roído los calzones.
Ande, ande, ande La Marimorena
Ande, ande, ande que es la Nochebuena.
En el Portal de Belén hay un hombre haciendo gachas
con la cuchara en la mano repartiendo a las muchachas.
Ande, ande, ande La Marimorena
Ande, ande, ande que es la Nochebuena.
Una estrella se ha perdido y en el cielo no aparece,
se ha metido en el Portal y en Su rostro resplandece.
Ande, ande, ande La Marimorena
Ande, ande, ande que es la Nochebuena.
En el Portal de Belén hacen Luna los pastores
para calentar al niño que ha nacido entre las flores.
Ande, ande, ande La Marimorena
Ande, ande, ande que es la Nochebuena.